# كوبيل (أوكرانيا)
كوبيل (بالأوكرانية: Купіль)‏؛ (بالروسية: Купель)‏ هي قرية في منطقة خميلنيتسكي في مقاطعة خميلنيتسكي في غرب أوكرانيا. كانت القرية ضمن منطقة فولوتشيسك حتى 18 يوليو 2020، ثم ألغيت في يوليو 2020 كجزء من الإصلاح الإداري لأوكرانيا.